# مقبره صخره‌ای بی‌بی کند (شاهین‌دژ)
مقبره صخره‌ای بی بی کند (شاهین دژ) مربوط به هزاره اول و دوره ایلخانی است و در شهرستان شاهین دژ، بخش مرکزی، روستای بی بی کند واقع شده و این اثر در تاریخ ۱۲ بهمن ۱۳۸۱ با شمارهٔ ثبت ۷۳۸۵ به‌عنوان یکی از آثار ملی ایران به ثبت رسیده است.